# ولادیمیر استوگوف
ولادیمیر استوگوف (روسی: Влади́мир Степа́нович Сто́гов؛ ۵ نوامبر ۱۹۳۰ – ۱۷ مهٔ ۲۰۰۵) وزنه‌بردار اهل اتحاد جماهیر شوروی سوسیالیستی بود.
وی همچنین برندهٔ جوایزی همچون نشان پرچم سرخ کار شده‌است.
وی در مسابقات کشوری و بین‌المللی در مجموع برندهٔ ۷ مدال طلا، ۱ مدال نقره، ۱ مدال برنز شده‌است.